# Бошњачка странка (Црна Гора)
Бошњачка странка (БС) је политичка странка у Црној Гори. Основана је 2006. године. Залаже се за остваривање интереса и заштиту права бошњачког народа у оквиру државних граница Црне Горе. Не подржава регионално повезивање Бошњака на ширем простору Санџака.

## Оснивање
До оснивања Бошњачке странке дошло је почетком 2006. године, у вријеме припрема за одржавање референдума о државном статусу Црне Горе. Упоредо са приближавањем референдумског изјашњавања, бошњачки народ се у црногорском дијелу Санџака почео суочавати са великим политичким и историјским изазовима, који су проистицали из могуће државно-политичке подјеле Санџака, која би наступила као посљедица евентуалног распада тадашње Државне заједнице Србије и Црне Горе. Таква подјела је са собом носила опасност од даље фрагментације и маргинализације Бошњака, што је изазивало забринутост међу бошњачким политичким првацима, како у Црној Гори, тако и у региону.
Настојећи да одговоре на притиске и позиве који су долазили са разних страна, како од владајућих странака, тако и од унионистичке опозиције, прваци појединих бошњачких странака су почетком 2006. године започели преговоре у циљу међусобног организационог повезивања и стварања јединствене политичке странке, која би у том кључном политичким и историјском тренутку заступала стратешке интересе бошњачког народа у Црној Гори. Након иницијалних преговора и унутрашњих расправа у оквиру појединих странака, за потпуно уједињење су се опредјелиле четири странке: Бошњачка демократска алтернатива (БДА), Интернационална демократска унија (ИДУ), Странка националне равноправности (СНР) и Бошњачко-муслимански савез (БМС). До формалног уједињења и стварања Бошњачке странке дошло је 26. фебруара 2006. године, на великом сабору који је одржан у Рожајама. Том приликом је за предсједника Бошњачке странке изабран Рафет Хусовић, а усвојени су и кључни програмски документи у којима су формулисани стратешки циљеви страначке политике. Кључни циљ се огледао у захтјеву за признавањем конститутивности бошњачког народа у Црној Гори, независно од исхода предстојећег референдума. Поводом самог референдума, оснивачка скупштина се није изјашњавала, препустивши новоустановљеним органима странке да о том питању отпочну преговоре са осталим политичким чиниоцима у Црној Гори.

## Однос према референдуму
Првобитна, широко постављена политичка платформа Бошњачке странке, наишла је на одобравање и међу представницима неких других бошњачких странака и организација. Међутим, убрзо се показало да у руководству Бошњачке странке преовладава струја која се залаже за склапање споразума са црногорским владајућим странкама. Тим поводом је дошло до комплексних преговора између руководства Бошњачке странке и представника владајуће Демократске партије социјалиста Црне Горе. Преговори су резултирали постизањем сагласности о стратешким питањима, што је формализовано склапањем Подгоричког споразума, који је потписан 23. марта 2006. године. У замену за референдумску подршку црногорској државној независности, руководство Бошњачке странке је од представника ДПС-а тражило и добило низ обећања, која су се односила на конститутивност бошњачког народа, гарантовану заступљеност Бошњака на свим нивоима власти и проналажење низа конкретних рјешења за неометан национални и културни развој Бошњака у Црној Гори. Након добијања таквих гаранција, Главни одбор Бошњачке странке је знатном већином гласова донио одлуку да бошњачке гласаче позове да на предстојећем референдуму подрже независност Црне Горе.
Таква одлука је довела до првих унутрашњих подјела, пошто дио страначког руководства није био спреман да подржи рјешења која би у крајњем исходу водила ка неповратној подјели Санџака. Упоредо са пристајањем Бошњачке странке уз блок за независност, дошло је до организовања посебне групе бошњачких првака, који су се противили свакој подјели Санџака те су стога били противни и одвајању Црне Горе од Србије. Та група је крајем марта 2006. године добила подршку и од Бошњачког националног вијећа из Новог Пазара, након чега је у Црној Гори основан Бошњачки блок, који је у име народног јединства позвао бошњачке гласаче да подрже останак Црне Горе у државној заједници са Србијом.
Током априла и маја 2006. године, челници Бошњачке странке и Бошњачког блока су у склопу референдумске кампање настојали да на своју страну привуку што већи број бошњачких гласача. Након референдума о независности Црне Горе, који је одржан 21. маја 2006. године, постало је јасно да је референдумски процес успио управо захваљујући гласовима Бошњака, који су у великој већини подржали независност Црне Горе. Иако је Бошњачка странка знатно доприњела остварењу тог циља, испунивши свој дио споразума са црногорским владајућим странкама, убрзо се показало да постоје различита гледишта не само о динамици реализације, већ и о суштини постигнутих предреферендумских споразума. Тиме је означен почетак борбе за реализацију договорених циљева, а та борба траје и до данас.

## Учешће на изборима
Недуго након референдума, у Бошњачкој странци је дошло до унутрашњег сукоба и подјеле око питања о начину изласка на предстојеће скупштинске изборе.
На парламентарним изборима 2006. била је у коалицији са Либералном партијом и осваја један посланички мандат.
На парламентарним изборима 2009. била је у коалицији Европска Црна Гора и осваја три посланичка мандата.
На парламентарним изборима 2012. излази самостално и осваја три посланичка мандата. Посланици су Алмер Калач — предсједник клуба, Суљо Мустафић и Решад Сијарић. У Влади Мила Ђукановића од 2012. године Рафет Хусовић је потпредсједник Владе.
На парламентарним изборима 2016. излази самостално и осваја два посланичка мандата. Из Бошњачке странке у Владу Душка Марковића улазе Рафет Хусовић Потпредсједник Владе за регионални развој, Осман Нурковић Министар саобраћаја и Кемал Пуришић Министар рада и социјалног старања.
На парламентарним изборима 2020. излази самостално и осваја три посланичка мандата. После преговора са новом већином у парламенту, не успева да се договори око учешћа у влади и одлази у опозицију.
На парламентарним изборима 2023. излази самостално и осваја шест посланичка мандата. После преговора са новом већином у парламенту, не успева да се договори око учешћа у влади и остаје у опозицији.